# UNCIP
UNCIP steht für die „United Nations Commission for India and Pakistan“, eine Beobachtermission der Vereinten Nationen, die ab 1948 die Verhältnisse in Kaschmir überwachte. Durch die UN-Resolution 47 von 1948 wurde die Mission durch den Einsatz von Militärbeobachtern ausgeweitet. Diese überwachten insbesondere die eingerichtete Demarkationslinie, die Line of Control (LOC).
Am 30. März 1951 wurde die UNCIP mit der UN-Resolution 91 durch die „United Nations Military Observer Group“ (UNMOGIP) ersetzt, die seitdem den Waffenstillstand zwischen Pakistan und Indien in Kaschmir überwacht.